# Neuralizador
El Neuralizador en el universo ficticio de la franquicia de ciencia ficción Hombres de negro es un dispositivo reposicionador antisináptico neurotransmisor electro biomecánico con forma de lapicero utilizado por los agentes. Su función consiste en emitir una luz que aísla los impulsos electrónicos del cerebro, específicamente los de la memoria, produciendo así el olvido de ciertos eventos en la persona que se utilizó.
La persona en quien se utiliza no pierde la memoria por completo, solamente la parte consistente en el momento en que se utilizó o una gran parte en un intervalo de tiempo específico.
Este dispositivo marca la diferencia entre la franquicia cinematográfica y el cómic con relación a los métodos de los hombres de negro para mantener el secreto de la presencia alienígena en el planeta al resto de la humanidad.
El dispositivo que realiza la acción opuesta recibe el nombre de Desneuralizador.

## Componentes
El neuralizador está compuesto por:
Luz borrante: de color rojo en los primeros neuralizadores y azul en los posteriores, que al ser vista directamente elimina los recuerdos en un tiempo específico.
Ruedecillas del tiempo: en las que se indican los minutos, horas y días del intervalo de tiempo del que se requiera que un individuo olvide los hechos que haya visto.
Indicador del año: muestra el año en el que se encuentran, se actualiza solo.
Mango de sujeción: donde se sujeta el neuralizador.
Palanca de despliegue: la cual al ser presionada emite la luz, estaba presente en la primera y segunda generación del dispositivo.
En la tercera generación ya no posee la palanca sino un pequeño botón.

## Generaciones del dispositivo

### Primera generación
Los primeros neuralizadores tenían un cable que conectaba el mango a una caja con forma de miniradio que recibía una frecuencia para poder neuralizar al testigo. Esta forma del neuralizador sólo es vista en la tercera entrega de la franquicia cinematográfica siendo utilizada por el agente K cuando era joven.

### Segunda generación
Esta es vista en la primera y segunda entrega, es más compacta, ya no tiene el cable ni la caja que recibía la señal. En la primera entrega se utilizó 8 veces y en la segunda 5.

### Tercera Generación
Los neuralizadores de la tercera generación son unos centímetros más grandes no tienen la palanca sino un pequeño botón en el centro, su forma no es de un lapicero sino rectangular y la luz no es rectangular sino cuadrada.